# Isogenoides varians
Isogenoides varians és una espècie d'insecte plecòpter pertanyent a la família dels perlòdids.

## Hàbitat
En el seu estadi immadur és aquàtic i viu a l'aigua dolça, mentre que com a adult és terrestre i volador.

## Distribució geogràfica
Es troba a Nord-amèrica: els Estats Units (Alabama, Florida, Iowa, Illinois Indiana, Kansas, Michigan, Minnesota, Mississipi, Carolina del Nord, Carolina del Sud, Tennessee i Virgínia).